# Ozormište
Ozormište (makedonsky: Озормиште, albánsky: Uzurmishti) je vesnice v Severní Makedonii. Nachází se v opštině Želino v Položském regionu.

## Geografie
Ozormište se nachází v oblasti Položská kotlina, na břehu řeky Vardar. Leží v těsné blízkosti vesnice Palatica.
Obec je rovinatá a rozvíjí se zde hlavně zemědělství.

## Historie
Podle záznamů Vasila Kančova zde v roce 1900 žilo 84 makedonských křesťanů a 30 albánských muslimů.

## Demografie
Podle sčítání lidu z roku 2021 zde žije 818 obyvatel, etnické skupiny jsou:
- Albánci – 806
- Makedonci – 2
- ostatní – 10

| Rok          | 1900 | 1905 | 1948 | 1953 | 1961 | 1971 | 1981 | 1994 | 2002  | 2021 |
| ------------ | ---- | ---- | ---- | ---- | ---- | ---- | ---- | ---- | ----- | ---- |
| Obyvatelstvo | 114  | 64   | 116  | 137  | 206  | 314  | 459  | 970  | 1 219 | 818  |